# Villagonzalo-Pedernales
Villagonzalo-Pedernales är en ort i Spanien.   Den ligger i provinsen Provincia de Burgos och regionen Kastilien och Leon, i den norra delen av landet, 210 km norr om huvudstaden Madrid. Villagonzalo-Pedernales ligger 901 meter över havet och antalet invånare är 1 110.
Terrängen runt Villagonzalo-Pedernales är platt. Runt Villagonzalo-Pedernales är det glesbefolkat, med 9 invånare per kvadratkilometer. Närmaste större samhälle är Burgos, 5,2 km nordost om Villagonzalo-Pedernales. Trakten runt Villagonzalo-Pedernales består till största delen av jordbruksmark.